# Mount Gass
Mount Gass ist ein markanter, felsiger und 1160 m hoher Berg im ostantarktischen Coatsland. In den Haskard Highlands der Shackleton Range ragt er 10 km südöstlich des Mount Provender an der Ostflanke des Blaiklock-Gletschers auf.
Teilnehmer der Commonwealth Trans-Antarctic Expedition (1955–1958) kartierten ihn 1957 erstmals. Namensgeber ist der britische Manager Neville Archibald Gass (1893–1965), Vorstandsvorsitzender der BP und Sponsor dieser Forschungsreise.